# V
V («ве») — 22-а літера латинського алфавіту.

## Історія
За походженням латинська V являє собою адаптацію літери Υ, υ («іпсилон») давньогрецької абетки, яка, в свою чергу, походить від фінікійської «вав» (до іпсилона сходить також латинська Y, а до «вав» через дигамму — і F). До абетки латинської мови V потрапила чи прямо із західного варіанта грецького алфавіту, чи через посередництво етруського алфавіту. У класичній латинській графіці ця літера використовувалася для передачі як голосного /u/, так і приголосного /w/: наприклад, num писалося як NVM, а via вимовлялося як [ˈwia]. З I століття нашої ери під впливом народної латини вимова /w/ змінилася на /β/ (такою вона збереглася в іспанській), а пізніше — на /v/.
Під час пізнього Середньовіччя розвинулися дві форми V, обома позначали звуки /u/ і /v/. Форма із загостреною нижньою частиною писалася на початку слова, тоді як форма із закругленою нижньою частиною (U) — у середині та наприкінці, незалежно від звука. Перше розрізнення між ними відмічено в готичному рукопису 1386 р., де v передувало u. Ближче до середини XVI ст. за v закріплюється передача приголосного, а за u — голосного звука.
Наявність тільки однієї літери для позначення /u/ і /v/ могла призводити до викривлення правопису і затемнення етимології деяких слів: наприклад, старофранцузькі слова *uis («вхід»), uile («олія»), uit («вісім»), uitre < uistre («устриця») для відрізнення від vis, vile, vit, vitre стали записувати з німим h — huis, huile, huit, huître (хоча етимологічно h там ніколи не було: uis походить від лат. ostium — «гирло, устя», uile — від oleum, uit — від octo, а uitre — від ostrea).

## Назва
- В англійській — vee [viː];
- В іспанській — ve [ˈbe]; (традиційна), uve [ˈuβe] (рекомендована);
- В італійській — vi [ˈvi] чи vu [ˈvu];
- У каталонській — ve [ˈve], в діалектах, що не розрізняють /v/ і /b/ — ve baixa [ˈbe ˈbajʃə] («низьке B/V»);
- У німецькій — Vau [ˈfaʊ] «фау»;
- У польській — fał ['faw];
- У португальській — vê [ˈve];
- У французькій — vé ['ve];
- У чеській — vé ['vɛː].

## Інше використовування

### Велика літера
- У неорганічній хімії — символ ванадію.
- В органічній хімії — позначення валіну.
- У фізиці — позначення об'єму і вольта.
- У римській нумерації — цифра «5».
- Використовується російською армією під час вторгнення в Україну у якості маркування військовою техніки.

### Мала літера
- У фізиці — позначення швидкості.
- У математиці — позначення одного з векторів у векторному просторі.
- У фонології — позначення дзвінкого губно-зубного фрикативного.

## Способи кодування
| Фонетичний алфавіт НАТО   | Фонетичний алфавіт НАТО | код Морзе                      | код Морзе    |
| Victor                    | Victor                  | ···–                           | ···–         |
|                           |                         |                                | ⠧            |
| Морський прапорний сигнал | Семафорна абетка        | Американська мова жестів (ASL) | Шрифт Брайля |

Код ASCII для великої V — 86, для малої v — 118; або у двійковій системі 01010110 та 01110110, відповідно.
Код EBCDIC для великої V — 229, для малої v — 165.
NCR код HTML та XML — «V» та «v» для великої та малої літер відповідно.